# Emesene
emesene é um cliente de mensagem instantânea open source para protocolo MSN. Ele é multiplataforma e é escrito usando Python e GTK. 
Desenvolvido por Luis Mariano Guerra e distribuído sob licença GNU GPL, o emesene depende de, entre outros, Python (2.4), GTK+, pyGTK e pyCairo. 

## Características
- Interface limpa e fácil de usar
- Conversas em abas
- Emoticons personalizados
- Transferência de arquivos
- Mensagens offline
- Mensagens pessoais
- Pedir atenção
- Interface multi-idioma
- Personalização:
  - Temas
  - Emoticons
  - Sons
  - Interface
  - Formato da conversa
- Plugins
- MSN Plus!
- Log de conversas

## Emesene2
Emesene2 está atualmente em fase desenvolvimento, com algumas modificações visando o desenvolvimento:
- Novo sistema de Plugins
- Gerenciamento de Sessões
- GUI separada da biblioteca de protocolos
- O código está estruturado, documentado e validado utilizando pylint e seguindo as orientações PEP-8